# Poesie und Leben
Poesie und Leben (Aus einem Vortrag) ist ein am 16. Mai 1896 in der Wiener Wochenschrift Die Zeit erschienener Aufsatz Hugo von Hofmannsthals. Das Werk ist für die Poetik des jungen Dichters ebenso wie für sein Verhältnis zur zeitgenössischen Kunst von besonderer Bedeutung.

## Inhalt
Hofmannsthal betrachtet den gegenwärtigen Stand der Dichtung äußerst kritisch und schreibt, „daß man über die Künste überhaupt fast gar nicht reden soll, fast gar nicht reden kann.“
Nur das „Unwesentliche und Wertlose“ entziehe sich der Rede nicht durch sein stummes Wesen.
Er beklagt, dass „der Begriff des Ganzen ... in der Kunst verlorengegangen“ sei. Indem man „Natur und Nachbildung“, „wie in den Panoramen und Kabinetten mit Wachsfiguren“, „zu einem unheimlichen Zwitterding zusammengesetzt“ habe, sei der „Begriff der Dichtung … zu dem eines verzierten Bekenntnisses“ erniedrigt.
Das Material der Poesie ist für Hofmannsthal nicht das Erlebnis, „sondern das Wort, mit dem man es zu einem neuen Dasein“ hervorrufe. So führe auch das Sich-von-der-Seele-Schreiben zu Formlosigkeit und Dilettantismus, zur Zersetzung des Geistigen in der Kunst. Einzig das Wort sei alles und rufe – in rhythmisch-individueller Bewegung des wahren Künstlers – das Vergangene ins neue Dasein zurück. Aus dem Gewebe von Worten, ihrer Anordnung, ihrem Klang und Inhalt würden sie einen flüchtigen Seelenzustand hervorrufen, eine Stimmung.
Jeder direkte Bezug auf das Leben, jede Nachahmung sei schädlich: „Es führt von der Poesie kein direkter Weg ins Leben, aus dem Leben keiner in die Poesie.“
Die Bedeutung von Form und Rhythmus untermauert Hofmannsthal mit einem direkten Bezug auf den in dieser Zeit einflussreichen Stefan George, dessen Lyrik aus dem Jahr der Seele er in seinem späteren Gespräch über Gedichte vorstellte: „den Wert der Dichtung entscheidet nicht der Sinn (sonst wäre sie etwa Weisheit, Gelahrtheit), sondern die Form, d. h. durchaus nichts Äußerliches, sondern jenes tief Erregende in Maß und Klang, wodurch zu allen Zeiten die Ursprünglichen, die Meister sich von den Nachfahren, den Künstlern zweiter Ordnung unterschieden haben.“

## Ausgaben
- Erstdruck: Die Zeit, Bd. 7, Nr. 85, 16. Mai 1896, S. 104–106.
- https://www.uni-due.de/lyriktheorie/texte/1896_hofmannsthal.html